# Tournoi de tennis de Cardiff

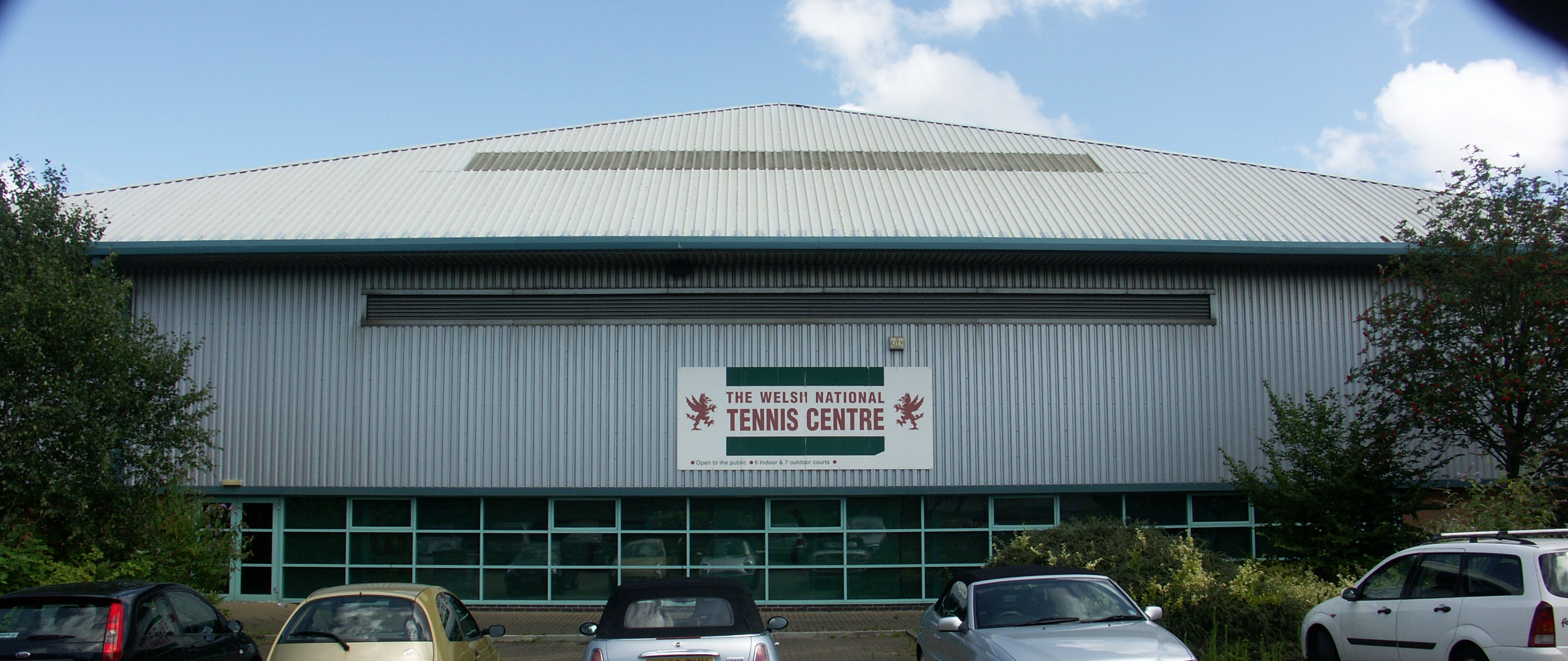
Welsh National Tennis Centre de Cardiff.

Le tournoi de Cardiff (Pays de Galles) est un ancien tournoi de tennis féminin du circuit professionnel WTA. 
En 1974, il a fait partie du circuit Dewar, organisé au début des années 1970 dans différentes villes britanniques (Édimbourg, Aberavon, Torquay et Billingham) et dont la finale se déroulait à Londres.
La dernière édition de l'épreuve date de 1997.

## Palmarès

### Simple
| No | Date       | Nom et lieu du tournoi            | Catégorie      | Dotation       | Surface         | Vainqueure             | Finaliste         | Score          |                |
| -- | ---------- | --------------------------------- | -------------- | -------------- | --------------- | ---------------------- | ----------------- | -------------- | -------------- |
| 1  | 28-10-1974 | Dewar Cup of Cardiff, Cardiff     | Dewar Cup      | NC             | Moquette (int.) | Julie Heldman          | Glynis Coles      | 6-4, 6-2       | Tableau        |
|    | 1975-1995  | Pas de tournoi                    | Pas de tournoi | Pas de tournoi | Pas de tournoi  | Pas de tournoi         | Pas de tournoi    | Pas de tournoi | Pas de tournoi |
| 2  | 13-05-1996 | Rover Championships, Cardiff      | Tier IV        | 107 500 $      | Terre (ext.)    | Dominique Van Roost    | Laurence Courtois | 6-4, 6-2       | Tableau        |
| 3  | 12-05-1997 | Welsh International Open, Cardiff | Tier IV        | 107 500 $      | Terre (ext.)    | Virginia Ruano Pascual | Alexia Dechaume   | 6-1, 3-6, 6-2  | Tableau        |

### Double
| No | Date       | Nom et lieu du tournoi           | Catégorie      | Dotation       | Surface         | Vainqueures                     | Finalistes                        | Score          |                |
| -- | ---------- | -------------------------------- | -------------- | -------------- | --------------- | ------------------------------- | --------------------------------- | -------------- | -------------- |
| 1  | 28-10-1974 | Dewar Cup of Cardiff Cardiff     | Dewar Cup      | NC             | Moquette (int.) | Lesley Charles Sue Mappin       | Jackie Fayter-Hough Joyce Barclay | 3-6, 6-2, 6-2  | Tableau        |
|    | 1975-1995  | Pas de tournoi                   | Pas de tournoi | Pas de tournoi | Pas de tournoi  | Pas de tournoi                  | Pas de tournoi                    | Pas de tournoi | Pas de tournoi |
| 2  | 13-05-1996 | Rover Championships Cardiff      | Tier IV        | 107 500 $      | Terre (ext.)    | Katrina Adams Mariaan de Swardt | Els Callens Laurence Courtois     | 6-0, 6-4       | Tableau        |
| 3  | 12-05-1997 | Welsh International Open Cardiff | Tier IV        | 107 500 $      | Terre (ext.)    | Debbie Graham Kerry-Anne Guse   | Julie Pullin Lorna Woodroffe      | 6-3, 6-4       | Tableau        |